# 미국의 해외 개입
미국은 역사를 통틀어 수많은 해외 개입에 관여해 왔다. 미국에는 외교 정책에 대한 두 가지 지배적인 학파가 있었다. 즉, 군사적, 외교적, 경제적 측면에서 각각 외국의 개입을 장려하거나 저지하는 간섭주의와 고립주의이다.
19세기는 미국이 서반구에서 유럽의 식민주의에 저항하는 정책을 모색하는 먼로 독트린과 함께 태평양과 스페인이 장악한 라틴 아메리카의 경제적 기회에 의해 주도되었던 미국 개입주의의 뿌리를 형성했다. .
19세기에 미국은 고립주의적, 식민지 이후 지역 강대국에서 대서양 횡단 및 태평양 횡단 강국으로 전환했다.
북아프리카의 바르바리 국가를 대상으로 한 바르바리 전쟁은 프랑스 공화국과의 유사전쟁과 유사하게 지중해에서 미국 국적 선박에 대한 해적 행위를 근절하기 위해 싸웠다.
2차 세계대전 동안 미국은 유럽, 북아프리카, 태평양 지역에 군대를 배치했다. 미국은 미드웨이 해전, 노르망디 상륙작전, 벌지 전투를 포함한 많은 전투에서 핵심 참가자였다. 1941년 12월 7일부터 1945년 9월 2 일 사이의 기간 동안 400,000명 이상의 미국인이 분쟁으로 사망했다. 전쟁이 끝난 후, 미군과 연합군은 독일과 일본 모두 점령했다.
제2차 세계 대전 이후 미국은 1949년 북대서양 조약 기구를 구성하여 공산주의 팽창에 저항하고 냉전으로 알려진 기간 동안 중부 및 동유럽과 소련의 공산주의 정권에서 저항 운동과 반체제 인사를 지원했다.
1950년부터 1953년까지 미군과 유엔군은 한국 전쟁에서 공산주의 중국군과 북한군과 싸웠고, 한국은 성공적으로 포로를 방어했다. 전쟁이 공식적으로 끝나지 않았기 때문에 미군은 추가 충돌을 막기 위해 한국에 남아 있다. 해리 트루먼 대통령은 중국의 개입으로 북한 정권을 무너뜨리지 못했지만 한반도 봉쇄 목표는 달성했다.
1950년대 초, CIA는 이집트 왕 파루크 1세에게 친미 정치 개혁을 수용하도록 압력을 가하려는 은밀하게 노력하였다. 그가 저항한 후, 프로젝트는 그를 폐위시키는 방향으로 바뀌었고, 파루크 1세는 이후 1952년 군사 쿠데타로 축출되었다. 1953년 미국 대통령 드와이트 아이젠하워 치하에서 CIA는 이란의 샤 모하마드 레자 팔라비가 민주적으로 선출된 총리 모하메드 모사데그를 제거하는 것을 도왔다. 미국 정책 지지자들은 모사데그가 조작된 국민투표를 통해 민주주의를 종식시켰다고 주장했다.
CIA는 중국 의 티베트 침공과 이에 따른 통제에 반대하기 위해 토착 반군을 무장시켰고 1958년 인도네시아 수카르노 대통령에 대한 반란 을 후원하였다. 아이젠하워 독트린의 일환으로 미국은 1958년 레바논 위기 당시 레바논에 군대를 배치하기도 했다. 아이젠하워 대통령은 1958년 쿠바에 금수 조치를 취하기도 했다.
비밀 작전은 존 F. 케네디 대통령과 그의 후계자들에 의해 계속되었다. 피그스만 침공을 통해 쿠바의 피델 카스트로를 물러가게 하도록 시도했지만 실패했다. 몽구스 작전 동안 CIA는 카스트로에 대한 다양한 암살 시도를 수행하고 쿠바에서 미국이 후원하는 테러 공격을 조장함으로써 카스트로 정권을 전복하려는 노력을 적극적으로 추구했다. 쿠바의 국가 안보를 방해하려는 미국의 노력은 소련과 대결하는 동안 미국이 섬을 봉쇄한 쿠바 미사일 위기로 이어지는 사건에서 중요한 역할을 했다. CIA는 또한 독이 든 치약으로 콩고 지도자 파트리스 루뭄바를 암살하는 것을 계획했다. 1961년 CIA는 도미니카 공화국의 라파엘 트루히요의 전복을 지원했다.
1965년부터 1973년까지 미군은 베트남 전쟁에서 개입하였다. 린든 존슨 대통령은 통킹만 결의 이후 미국의 개입을 확대했다.
1970년, 리처드 닉슨 대통령의 요청에 따라 CIA는 칠레에서 살바도르 아옌데가 선출되는 것을 막기 위해 "입헌 쿠데타"를 계획하는 한편, 비밀리에 칠레 장군들에게 그에 대항하여 행동하도록 부추겼다. CIA가 칠레를 불안정하게 만들고 Augusto Pinochet 치하에서 수년간 독재로 이어진 1973년 칠레 쿠데타의 조건을 만드는 데 도움을 주었다.
1973년, 닉슨은 소련이 시리아와 이집트에 무기를 보내기 시작한 후 욤키푸르 전쟁 동안 이스라엘에 무기와 보급품을 전달하기 위한 전략적 공수 작전인 니켈 그래스 작전을 승인했다. 1972년부터 1975년까지 CIA는 이라크 바트당 정부와 싸우는 쿠르드 반군을 무장시켰다.
1990-91년에 미국은 일련의 외교 협상이 실패한 후 쿠웨이트에 개입했으며 걸프 전쟁으로 알려진 이라크의 사담 후세인이 이끄는 이라크 침공군을 격퇴하기 위한 연합군을 이끌었다. 1991년 2월 26일 연합군은 이라크군을 몰아내는 데 성공했다. 미국, 영국, 프랑스는 비행 금지 구역에 대한 대중적인 시아파와 쿠르드족 요구에 대응 했으며 사담 정권으로부터 시아파와 쿠르드족 인구를 보호하기 위해 개입 하고 이라크 남부와 북부에 비행 금지 구역을 만들었다. 비행 금지 구역은 사담을 쿠르드족 북쪽으로부터 차단하여 쿠르드족에게 사실상 자치권을 부여했으며 2003년 이라크 침공 때까지 12년 동안 활동했다.
1990년대에 미국은 소말리아에 개입했다.
빌 클린턴 대통령 때의 군사 쿠데타 이후 선출된 아이티 대통령 장베르트랑 아리스티드를 복직시키기 위한 유엔 임무인 민주주의 유지 작전에 참여했다. 1995년 클린턴은 미국과 NATO 항공기에 보스니아 세르비아인의 목표물 을 공격하여 유엔 안전 지대에 대한 공격을 중단하고 평화 협정을 맺도록 압력을 가하도록 명령했다. 클린턴은 후속 데이턴 협정 을 유지하기 위해 1995년 말에 미국 평화 유지군을 보스니아에 파견했다. 1998년 알카에다 폭탄 테러에 대응하여 수십 명의 미국인과 수백 명의 아프리카인이 사망한 사건에 대응하여 클린턴 은 아프가니스탄과 수단의 목표물에 순항 미사일 공격을 명령했다.
또한 옛 유고슬라비아 연방공화국의 코소보 지방에서 민족주의 세르비아인들이 알바니아인들을 학살하고 소탕하는 것을 막기 위해 클린턴은 1999년 연합군 작전이라는 이름의 나토(NATO)의 유고슬라비아 폭격 작전에 미군 사용을 허가했다.
2001년 9·11 테러 이후 미국과 NATO는 아프간 전쟁에서 탈레반 정부를 퇴진시키고 아프가니스탄 파키스탄 예멘 소말리아에서 테러 용의자를 대상으로 드론 공격과 특수작전을 개시하는 '테러와의 전쟁'을 개시했다. 2003년 미국과 다국적 연합이 사담 후세인을 축출하기 위해 이라크를 침공했다.

## 같이 보기
- 미국 제국주의
- 미국 예외주의
- 신보수주의
- 신제국주의